# بویوک کالتین‌بلاغ (گوله)
بویوک کالتین‌بلاغ (به ترکی استانبولی: Büyükaltınbulak) یک منطقهٔ مسکونی در ترکیه است که در گوله (شهر) واقع شده‌است.